# Jyrki Ponsiluoma
Jyrki Ponsiluoma, född 5 december 1966 i Kurikka i Finland, är en svensk tidigare längdskidåkare. Ponsiluoma är bosatt i Östersund.
Ponsiluoma var aktiv åren 1988 till 1995 och tävlade för Åsarna IK. Han tävlade i världscupen 1988 till 1994. I sina nio världscupstarter blev han som bäst femma i ett lopp på 15 km klassisk stil i Kavgolovo, Sovjetunionen. Ponsiluoma deltog aldrig i något VM men ställde upp i OS 1992 i Albertville, där han tävlade i 30 km klassisk stil och blev åtta. Ponsiluomas son Martin Ponsiluoma är svensk landslagsåkare i skidskytte och världsmästare i sprint (10 km) från VM i Pokljuka 2021.